# (10199) Chariklo
Die in den 1990er entdeckte (10199) Chariklo ist der größte Asteroid aus der Gruppe der Zentauren. Der Äquivalentdurchmesser beträgt etwa 248 km.

## Entdeckung und Benennung
Chariklo wurde am 15. Februar 1997 von James V. Scotti vom Spacewatch-Projekt am Observatorium von Kitt Peak entdeckt. Die vorläufige Bezeichnung lautete 1997 CU26. Benannt ist sie nach der Nymphe Chariklo, der Frau des Zentauren Chiron. Nach ihrer Entdeckung fand sich Chariklo auf älteren Aufnahmen von 1988 wieder. Im Juli 2017 lagen 577 Aufnahmen über einen Zeitraum von 27 Jahren vor, sodass ihre Bahnparameter relativ genau bekannt sind.

## Bahneigenschaften
Chariklo bewegt sich auf einer elliptischen Umlaufbahn (Exzentrizität = 0,172), deren Umlaufdauer 62 Jahre und 11 Monate beträgt. Die mittlere Entfernung von der Sonne ist 15,8 AE. Ihr Perihel durchlief sie zuletzt zum Jahreswechsel 2003/2004. Zurzeit ist sie etwa 15,7 AU von der Sonne entfernt. Vermutlich stammt sie aus dem Kuipergürtel.

## Physikalische Eigenschaften
Untersuchungen 2013 mit dem Herschel-Weltraumteleskop (Instrumente SPIRE und PACS) kombiniert mit den überarbeiteten Daten des Spitzer-Weltraumteleskops (Instrument MIPS) sowie denen des WISE kommen zu dem Schluss, dass der Durchmesser von Chariklo etwa 248 km beträgt. Anlässlich einer Sternbedeckung konnte der Durchmesser auf 253,8 km bestimmt werden. Im Rahmen verschiedener spektroskopischer Analysen stellte sich zudem heraus, dass der Zentaur aus rund 60 % Kohlenstoffverbindungen und 30 % Silikaten besteht, im Gegensatz zu den zwei Ringen wurde noch kein Wassereis festgestellt.

## Ringe und hypothetische Monde

Künstlerische Darstellung

Chariklo ist von zwei Ringen aus (>20 %) Wassereis und (zw. 40-70 %) Silikaten umgeben, wobei der 7 km breite innere Eisring den Radius 391 km und der 3 km breite äußere Eisring den Radius 405 km hat. Der Grund für die Existenz und Stabilität des Ringsystems ist bislang unbekannt. Beide Ringe sind durch eine etwa 9 km breite Lücke voneinander getrennt. Unter anderem deswegen wird vermutet, dass möglicherweise noch mindestens ein Schäfermond existiert, der das Ringsystem stabilisiert. Die Entweichungsgeschwindigkeit von Chariklo dürfte um die 350 km/h betragen.
Chariklo war der erste Asteroid, bei dem Ringe gefunden wurden. Die Entdeckung des Ringsystems war ein Ergebnis der Auswertung einer Sternbedeckung vom 3. Juni 2013. Mit der gleichen Methode wurden inzwischen auch Ringe des Chiron und der Haumea beobachtet. Durch die Stellung der Ringe Chariklos erklärt sich auch die zeitweilige Verfinsterung um das Jahr 2008 herum und das zeitgleiche Verschwinden der Wassereisspektren. 2008 fiel der Blick von der Erde aus auf die Kante des Ringsystems, welches die hellen Eiskristalle enthält.
Ein japanisches Forscherteam modellierte eine realistische Simulation der beiden Ringe um Chariklo. Dabei stellte sich heraus, dass der innere Ring ohne die Anwesenheit eines Schäfermondes instabil sein sollte, da er sich durch seine Eigengravitation innerhalb von weniger als 100 Jahren zerlegen müsste. Eine alternative Erklärung für seine Stabilität wäre eine Zusammensetzung aus nur wenige Millimeter großen Partikeln.